# أندرو سميث (لاعب كرة سلة أمريكي)
أندرو سميث (14 ديسمبر 1992 في الولايات المتحدة - ) (بالإنجليزية: Andrew Smith)‏ هو لاعب كرة سلة أمريكي في مركز هجوم قوي الجسم. لعب مع Liberty Flames basketball ‏.

## وصلات خارجية
- أندرو سميث (لاعب كرة سلة أمريكي) على موقع كرة السلة الأوروبية.كوم (الإنجليزية)
- أندرو سميث (لاعب كرة سلة أمريكي) على موقع كلية كرة السلة في سبورتس رفرنس.كوم (الإنجليزية)
- أندرو سميث (لاعب كرة سلة أمريكي) على موقع ريلجم (الإنجليزية)
- أندرو سميث (لاعب كرة سلة أمريكي) على موقع بروبوليرز (الإنجليزية)